# Comuna Sokileț, Kozeatîn
Sokileț (în ucraineană Сокілець) este o comună în raionul Kozeatîn, regiunea Vinnița, Ucraina, formată din satele Sîhnal, Sokileț (reședința) și Tîtusivka.

## Demografie
Componența lingvistică a satului Sokileț
     Ucraineană (98,24%)
     Rusă (1,5%)
     Alte limbi (0,15%)
Conform recensământului din 2001, majoritatea populației satului Sokileț era vorbitoare de ucraineană (98,24%), existând în minoritate și vorbitori de rusă (1,5%).